# Carlos Pachamé
Carlos Pachamé, född 25 februari 1944, är en argentinsk tidigare fotbollsspelare.
Carlos Pachamé spelade 9 landskamper för det argentinska landslaget. Han deltog bland annat i OS 1988.